# Orbanned
Az orbanned egy 2025-ben keletkezett angol nyelvű neologizmus, amely Orbán Viktor magyar miniszterelnök nevéből származik. A szó egy paradox jelenséget ír le, amikor egy betiltási vagy cenzúrázási kísérlet éppen az ellenkező hatást váltja ki, és a tiltott dolog még népszerűbbé válik.

## Etimológia és jelentés
Az orbanned szó Orbán Viktor nevéből és az angol banned (betiltott) szóból származik. Jelentése: valami betiltására tett kísérlet akaratlanul csak még népszerűbbé és szélesebb körben ismertté teszi azt.

## Nyelvi besorolás
Nyelvészeti szempontból az orbanned szó több kategóriába sorolható:
Neologizmus – új szóalkotás, amely konkrét politikai eseményből született.
Eponim – egy személynévből (Orbán) származó szó.
Denominális ige – főnévből képzett ige.

## Történelmi háttér
Az orbanned szó keletkezésének hátterében a 2025-ös Budapest Pride betiltásának kísérlete áll. Orbán Viktor magyar miniszterelnök 2025. február 22-i évértékelő beszédében tanácsolta a Pride szervezőinek, hogy ne rendezzék meg az eseményt. A magyar parlament 2025. március 18-án elfogadta az ún. "Pride-törvényt", amely lehetővé tette olyan gyűlések betiltását, amelyek állítólag sértik a gyermekvédelmi törvényt.
A rendőrség 2025. június 18-án hivatalosan is megtiltotta a Budapest Pride megrendezését. Ennek ellenére 2025. június 28-án "Budapest Büszkeség" néven mégis megtartották a rendezvényt, amely Magyarország történetének legnagyobb Pride eseménye lett, mintegy 180–250 ezer résztvevővel.

## Nemzetközi elterjedés
Az orbanned szó gyorsan elterjedt nemzetközi online közösségekben, különösen a következő platformokon:
Reddit politikai közösségeiben
Twitter/X
Politikai blogokon és kommentárokban
Számos nemzetközi média, többek között a The Washington Post, BBC News, Bloomberg is beszámolt az eseményről, kiemelve a paradox helyzetet.

## Kulturális és nyelvi jelentősége
Az orbanned szó rávilágít arra, hogyan alakulnak ki új kifejezések a digitális korban politikai események hatására. A szó elterjedése a közösségi médián keresztül jól példázza a modern nyelvi innováció folyamatát. Dokumentál egy konkrét politikai esemény társadalmi hatását, és bekerült a politikai diskurzus részévé váló új terminológiák közé.

## Használati példák
"The attempt to censor the march only orbanned it, attracting unprecedented international attention."
"Trying to silence criticism through legislation just orbanned the issue further."

## Kritikai megközelítések
Egyes kritikusok szerint az orbanned jelenség jól példázza, hogy a politikai cenzúra és korlátozás napjainkban kontraproduktív, különösen digitális közösségi környezetben, ahol az információ gyorsabban terjed, mint korábban bármikor.